# Hyalobathra aequalis
Hyalobathra aequalis är en fjärilsart som beskrevs av Lederer 1863. Hyalobathra aequalis ingår i släktet Hyalobathra och familjen Crambidae. Inga underarter finns listade i Catalogue of Life.